# Agenda 2000
Agenda 2000 designa um programa de ação cujos principais objetivos consistem em reforçar as políticas comunitárias e dotar a União Europeia de um novo quadro financeiro para o período de 2000-2006, tendo em conta a perspetiva do alargamento.

Este programa de ação foi acordado a 26 de março de 1999, mediante cerca de vinte textos legislativos,
entre os quais:

1. A prossecução de reformas agrícolas, com vista ao estímulo da competitividade, proteção ambiental, garantia rendimentos equitativos aos agricultores, e simplificação e  descentralização da aplicação da legislação.
2. O aumento da eficácia dos Fundos Estruturais e do Fundo de Coesão enfatizando a ação temática e geográfica, bem como uma melhoria da sua gestão.
3. A criação de condições financeiras para a pré-adesão dos países candidatos, através da criação de dois programas:
  1. O Instrumento Estrutural de Pré-adesão (ISPA);
  2. O Instrumento Agrícola de Pré-Adesão (SAPARD);
4. A adoção de um quadro financeiro para o período de 2000-2006, tendo em vista a adesão de novos países e a disciplina orçamental.